# 유비쿼터스 컴퓨팅 지능 공간
유비쿼터스 컴퓨팅 지능 공간(uT-space)이란 커뮤니티 컴퓨팅에서 언급되는 용어의 하나로서, 서로 상이하고 이동성을 가진 컴퓨팅 개체들이 동적으로 조정되고 통신이 가능한 환경을 의미한다. 이전의 물리적인 공간에 대응될 수도 있지만, 이동성이 있는 개체들이 다른 물리적인 공간으로 이동하더라도 통신이 가능하기 때문에 물리적인 경계는 제한적이지 않고 확장이 가능하다. 유비쿼터스 컴퓨팅 지능 공간에서 존재하는 컴퓨팅 개체를 uT-entity라고 지칭하며, 이들 간에 서로 협력하여 동적이고 변화하는 복합 서비스를 제공하는 공통의 목적을 가지고 있다. 커뮤니티는 uT-entity들의 집합을 의미하며, 협력하는 개체들의 집합에 대한 상징적 의미도 내포하고 있다.